# Qui a peur de Vagina Wolf ?
Pour plus de détails, voir Fiche technique et Distribution.
Qui a peur de Vagina Wolf ? est un film américain de 2013 réalisé par Anna Margarita Albelo.

## Fiche technique
- Titre original : Qui a peur de Vagina Wolf ?
- Réalisation : Anna Margarita Albelo
- Scénario : Anna Margarita Albelo, Michael Urban
- Producteur : Anna Margarita Albelo, Nicolas Brevière, Valerie Stadler, Christine Treibel
- Coproducteur : Candi Guterres
- Producteur associé : Alan Albelo, Liz Albelo, Agnes Albright-Olech, Melissa Axel, Deniese Davis, Geneviève De Bauw, Michael Fleg, Tania Hammidi, Whitney Mixter, Jen Monnar, Micki Poklar, Rhonda Ribar
- Producteur exécutif : Jane Costello
- Production : Burning Bra Productions, Local Films, Steakhaus Productions
- Musique : Marc Tassel, Kailin Yong
- Pays d'origine :  États-Unis
- Langue d'origine : anglais, espagnol
- Lieux de tournage : Los Angeles, Californie, États-Unis
- Genre : Comédie romantique
- Durée : 83 minutes
- Dates de sortie : 
  - États-Unis :
    - 23 juin 2013 au Festival du film Frameline de San Francisco
    - 30 avril 2014 (QFest St. Louis)

  - Suède : 22 septembre 2013 (Cinema Queer International Film Festival)
  - France :
    - 16 octobre 2013 au festival Chéries-Chéris
    - 19 mars 2014

  - Allemagne :
    - 18 octobre 2013 (Filmfest homochrom)
    - 20 juin 2014

  - Espagne : 30 juin 2014 (Fire!! Mostra Internacional de Cinema Gay i Lèsbic de Barcelona)

## Distribution
- Anna Margarita Albelo : Anna / George
- Guinevere Turner : Penelope / Martha
- Janina Gavankar : Katia Amour / The Stud
- Agnes Olech : Julia
- Carrie Preston : Chloe / Angel Tits
- Celeste Pechous : Charlie
- Drew Droege : Lonie, la productrice
- Joel Michaely : Robert, le producteur
- Jacqulynn Schmitz : Property Master
- Jessica M. Bair : Party Guest
- Allison Bills : Birthday Party Date 2
- Butchie : Herself - Art Patron
- Diana Care : la ballerine aquatique
- Vanessa Craig : Bandana Lady
- P. David Ebersole : Rich Art Patron